# MTV Video Music Awards de 2024
O MTV Video Music Awards de 2024 foi realizado em 11 de setembro de 2024 na UBS Arena, em Elmont, no estado de Nova Iorque, nos Estados Unidos. A cerimônia estava originalmente programada para acontecer em 10 de setembro de 2024, mas foi adiada para o dia seguinte para evitar coincidir com o debate presidencial entre Donald Trump e Kamala Harris. Honrou os melhores videoclipes, artistas e canções lançados entre 22 de junho de 2023 e 20 de junho de 2024. O evento foi apresentado pela rapper norte-americana Megan Thee Stallion, marcando sua estreia como apresentadora. 
Duas novas categorias, Performance Mais Icônica do VMAs e Melhor Vídeo Viral, foram introduzidas e premiadas com base em votos do público. Taylor Swift foi a artista mais indicada e premiada da noite, ganhando sete prêmios de um total de doze indicações, incluindo cinco vitórias de nove indicações por sua colaboração com Post Malone no single "Fortnight". Isto fez com que Swift tenha ficado empatada com Beyoncé como a artista quem mais prêmios recebeu na história do VMAs, visto que ambas já conseguiram 30 troféus. Porém, como dois dos prêmios de Beyoncé lhe foram atribuídos enquanto membro do Destiny's Child e outros dois enquanto membro do The Carters - sendo também um deles o honorífico Video Vanguard Award, com que a estrela texana foi agraciada em 2014 -, Swift acaba por ser a artista solo mais premiada em 41 edições do VMAs. Katy Perry recebeu o Michael Jackson Video Vanguard Award, entregue por seu noivo, Orlando Bloom.

## Apresentações

### Pré-show
A apresentação de Le Sserafim no pré-show foi anunciada em 6 de setembro de 2024.
| Artista(s)  | Faixa(s)                  |
| ----------- | ------------------------- |
| Le Sserafim | "1-800-Hot-N-Fun" "Crazy" |

### Cerimônia principal
Os artistas que se apresentaram na cerimônia principal foram anunciados em três rodadas: a primeira em 12 de agosto de 2024, a segunda em 21 de agosto, e a terceira e a última rodada em 27 de agosto. Megan Thee Stallion foi anunciada em 3 de setembro, enquanto Eminem foi anunciado como o ato de abertura da cerimônia em 9 de setembro.
| Artista(s)          | Faixa(s) |
| ------------------- | --- |
| Eminem              | "Houdini" "Somebody Save Me" (com Jelly Roll) |
| Karol G             | "Si Antes Te Hubiera Conocido" |
| Lisa                | "New Woman" "Rockstar" |
| Shawn Mendes        | "Nobody Knows" |
| Sabrina Carpenter   | "Please Please Please" "Taste" "Espresso" |
| Anitta              | "Paradise" (com Fat Joe e DJ Khaled) "Alegría" (com Tiago PZK) "Savage Funk" |
| Katy Perry          | Medley do Video Vanguard: "Dark Horse" "E.T." "I'm His, He's Mine" (com Doechii) "California Gurls" "Teenage Dream" "I Kissed a Girl" "Firework" "Lifetimes"                                                                |
| Chappell Roan       | "Good Luck, Babe!" |
| Megan Thee Stallion | "Boa" "Miami Blue" "B.A.S." "Rattle" "Hiss" "Mamushi" (com Yuki Chiba) |
| Benson Boone        | "Beautiful Things" |
| Rauw Alejandro      | "Touching The Sky" "Diluvio" "Déjame Entrar" |
| Halsey              | "Ego" (com Victoria De Angelis) |
| Lenny Kravitz       | "Are You Gonna Go My Way" "Human" "FLY" (com Quavo) |
| Camila Cabello      | "June Gloom" "Godspeed" |
| GloRilla            | "Yeah Glo!" "TGIF" |
| LL Cool J           | Medley do 40.º aniversário da Def Jam: "Headsprung" "Bring the Noise" (com Chuck D e Flavor Flav) "Mama Said Knock You Out" "Rock the Bells" "Around the Way Girl" "Going Back to Cali" "Passion" "Proclivities" "Doin' It" |

### PalcoExtended Play
Os artistas que se apresentaram no palco Extended Play foram anunciados em 6 de setembro de 2024.
| Artista(s)   | Faixa(s)                                                        |
| ------------ | --------------------------------------------------------------- |
| Teddy Swims  | "Lose Control" "The Door" "Stay"                                |
| Jessie Murph | "Wild Ones" "I Hope It Hurts" "Killing Me Softly With His Song" |

## Apresentadores
A rapper Megan Thee Stallion foi anunciada como apresentadora da cerimônia principal em 22 de agosto de 2024. Os apresentadores dos prêmios e apresentações foram anunciados em 6 de setembro de 2024. Kevan Kenney, Nessa e Dometi Pongo foram os apresentadores do pré-show de 90 minutos.
| Nome(s)                              | Papel                                                                                       |
| Pré-show                             | Pré-show                                                                                    |
| ------------------------------------ | ------------------------------------------------------------------------------------------- |
| Kevan Kenney                         | Apresentou o prêmio de Melhor Alternativo, Melhor Vídeo Viral e Melhor Rock                 |
| Nessa                                | Apresentou o prêmio de Performance Mais Icônica do VMAs                                     |
| Cerimônia principal                  |                                                                                             |
| Jordan Chiles e Flavor Flav          | Apresentaram o prêmio de Melhor Colaboração                                                 |
| Addison Rae                          | Introduziu a apresentação de Karol G                                                        |
| Tinashe                              | Anunciou os finalistas de Artista Revelação e apresentou o prêmio                           |
| Paris Hilton                         | Introduziu a apresentação de Lisa                                                           |
| Danna e Big Sean                     | Introduziu a apresentação de Teddy Swims e o palco Extended Play                            |
| Cyndi Lauper                         | Introduziu a apresentação de Sabrina Carpenter                                              |
| French Montana e Amelia Dimoldenberg | Introduziram a apresentação de Anitta, Fat Joe e DJ Khaled                                  |
| Orlando Bloom                        | Introduziu a apresentação de Katy Perry e apresentou o Michael Jackson Video Vanguard Award |
| Sasha Colby                          | Introduziu a apresentação de Chappell Roan                                                  |
| Halle Bailey e Lil Nas X             | Apresentaram o prêmio de Melhor Afrobeats                                                   |
| Fat Joe e DJ Khaled                  | Introduziu a apresentação de Megan Thee Stallion                                            |
| Damiano David                        | Introduziu a apresentação de Benson Boone                                                   |
| Miranda Lambert                      | Apresentou o prêmio de Canção do Ano                                                        |
| Alessandra Ambrósio                  | Introduziu a apresentação de Rauw Alejandro                                                 |
| Naomi Scott                          | Introduziu a apresentação de Jessie Murph no palco Extended Play                            |
| Carson Daly                          | Apresentou o prêmio de Melhor K-Pop                                                         |
| Suki Waterhouse                      | Introduziu a apresentação de Lenny Kravitz                                                  |
| Megan Thee Stallion                  | Introduziu a apresentação de GloRilla                                                       |
| Megan Thee Stallion                  | Apresentou o prêmio de Vídeo do Ano                                                         |
| Thalía                               | Apresentou o prêmio de Melhor Latino                                                        |
| Busta Rhymes                         | Introduziu a apresentação de LL Cool J                                                      |

## Vencedores e indicados
A primeira rodada de indicados foi anunciada em 6 de agosto de 2024, enquanto a segunda rodada foi anunciada em 30 de agosto, incluindo duas novas categorias–Performance Mais Icônica do VMAs e Melhor Vídeo Viral. Taylor Swift liderou com doze indicações, seguida por Post Malone com onze, Eminem com oito, Ariana Grande, Megan Thee Stallion e Sabrina Carpenter com sete indicações cada, e SZA com seis. Katy Perry foi anunciada como a ganhadora do Michael Jackson Video Vanguard Award em 15 de agosto. Swift foi a indicada com mais prêmios, conquistando sete vitórias, seguida por Malone com cinco, e Eminem e Megan Thee Stallion com duas cada.
Os vencedores estão listados primeiro e destacados em negrito.
| Vídeo do Ano - Taylor Swift (com part. de Post Malone) – "Fortnight" - Ariana Grande – "We Can't Be Friends (Wait for Your Love)" - Billie Eilish – "Lunch" - Doja Cat – "Paint the Town Red" - Eminem – "Houdini" - SZA – "Snooze" | Canção do Ano - Sabrina Carpenter – "Espresso" - Beyoncé – "Texas Hold 'Em" - Jack Harlow – "Lovin on Me" - Kendrick Lamar – "Not Like Us" - Taylor Swift (com part. de Post Malone) – "Fortnight" - Teddy Swims – "Lose Control" |
| Artista do Ano - Taylor Swift - Ariana Grande - Bad Bunny - Eminem - Sabrina Carpenter - SZA | Artista Revelação - Chappell Roan - Benson Boone - Gracie Abrams - Shaboozey - Teddy Swims - Tyla |
| Performance Push do Ano - Junho de 2024: Le Sserafim – "Easy" - Agosto de 2023: Kaliii – "Area Codes" - Setembro de 2023: GloRilla – "Lick or Sum" - Outubro de 2023: Benson Boone – "In the Stars" - Novembro de 2023: Coco Jones – "ICU" - Dezembro de 2023: Victoria Monét – "On My Mama" - Janeiro de 2024: Jessie Murph – "Wild Ones" - Fevereiro de 2024: Teddy Swims – "Lose Control" - Março de 2024: Chappell Roan – "Red Wine Supernova" - Abril de 2024: Flyana Boss – "Yeaaa" - Maio de 2024: Laufey – "Goddess" - Julho de 2024: The Warning – "Automatic Sun" | Melhor Colaboração - Taylor Swift (com part. de Post Malone) – "Fortnight" - Drake (com part. de Sexyy Red e SZA) – "Rich Baby Daddy" - GloRilla e Megan Thee Stallion – "Wanna Be" - Jessie Murph (com part. de Jelly Roll) – "Wild Ones" - Jungkook (com part. de Latto) – "Seven" - Post Malone (com part. de Morgan Wallen) – "I Had Some Help" |
| Melhor Pop - Taylor Swift - Camila Cabello - Dua Lipa - Olivia Rodrigo - Sabrina Carpenter - Tate McRae | Melhor Hip Hop - Eminem – "Houdini" - Drake (com part. de Sexyy Red e SZA) – "Rich Baby Daddy" - GloRilla – "Yeah Glo!" - Gunna – "FukUMean" - Megan Thee Stallion – "Boa" - Travis Scott (com part. de Playboi Carti) – "Fe!n" |
| Melhor R&B - SZA – "Snooze" - Alicia Keys – "Lifeline" - Muni Long – "Made for Me" - Tyla – "Water" - Usher, Summer Walker e 21 Savage – "Good Good" - Victoria Monét – "On My Mama" | Melhor K-Pop - Lisa – "Rockstar" - Jungkook (com part. de Latto) – "Seven" - NCT Dream – "Smoothie" - NewJeans – "Super Shy" - Stray Kids – "Lalalala" - Tomorrow X Together – "Deja Vu" |
| Melhor Latino - Anitta – "Mil Veces" - Bad Bunny – "Monaco" - Karol G – "Mi Ex Tenía Razón" - Myke Towers – "Lala" - Peso Pluma e Anitta – "Bellakeo" - Rauw Alejandro – "Touching the Sky" - Shakira e Cardi B – "Puntería" | Melhor Rock - Lenny Kravitz – "Human" - Bon Jovi – "Legendary" - Coldplay – "Feels Like I'm Falling in Love" - Green Day – "Dilemma" - Kings of Leon – "Mustang" - U2 – "Atomic City" |
| Melhor Alternativo - Benson Boone – "Beautiful Things" - Bleachers – "Tiny Moves" - Hozier – "Too Sweet" - Imagine Dragons – "Eyes Closed" - Linkin Park – "Friendly Fire" - Teddy Swims – "Lose Control (Live)" | Melhor Afrobeats - Tyla – "Water" - Ayra Starr (com part. de Giveon) – "Last Heartbreak Song" - Burna Boy – "City Boys" - Chris Brown (com part. de Davido e Lojay) – "Sensational" - Tems – "Love Me JeJe" - Usher e Pheelz – "Ruin" |
| Vídeo para o Bem - Billie Eilish – "What Was I Made For?" - Alexander Stewart – "If You Only Knew" - Coldplay – "Feels Like I'm Falling in Love" - Joyner Lucas e Jelly Roll – "Best for Me" - Raye – "Genesis" - Tyler Childers – "In Your Love" | Canção do Verão - Taylor Swift (com part. de Post Malone) – "Fortnight" - Ariana Grande – "We Can't Be Friends (Wait for Your Love)" - Benson Boone – "Beautiful Things" - Billie Eilish – "Birds of a Feather" - Chappell Roan – "Good Luck, Babe!" - Charli XCX e Billie Eilish – "Guess" - Eminem – "Houdini" - Future, Metro Boomin e Kendrick Lamar – "Like That" - GloRilla e Megan Thee Stallion – "Wanna Be" - Hozier – "Too Sweet" - Kendrick Lamar – "Not Like Us" - Post Malone (com part. de Morgan Wallen) – "I Had Some Help" - Sabrina Carpenter – "Please Please Please" - Shaboozey – "A Bar Song (Tipsy)" - SZA – "Saturn" - Tommy Richman – "Million Dollar Baby" |
| Melhor Grupo - Seventeen - Coldplay - Imagine Dragons - NCT Dream - NewJeans - NSYNC - Tomorrow X Together - Twenty One Pilots | Canção do Verão - Taylor Swift (com part. de Post Malone) – "Fortnight" - Ariana Grande – "We Can't Be Friends (Wait for Your Love)" - Benson Boone – "Beautiful Things" - Billie Eilish – "Birds of a Feather" - Chappell Roan – "Good Luck, Babe!" - Charli XCX e Billie Eilish – "Guess" - Eminem – "Houdini" - Future, Metro Boomin e Kendrick Lamar – "Like That" - GloRilla e Megan Thee Stallion – "Wanna Be" - Hozier – "Too Sweet" - Kendrick Lamar – "Not Like Us" - Post Malone (com part. de Morgan Wallen) – "I Had Some Help" - Sabrina Carpenter – "Please Please Please" - Shaboozey – "A Bar Song (Tipsy)" - SZA – "Saturn" - Tommy Richman – "Million Dollar Baby" |
| Performance Mais Icônica do VMAs - Katy Perry – "Roar" (2013, ao vivo do Empire-Fulton Ferry Park) - Beyoncé – "Love on Top" (2011) - Britney Spears, Christina Aguilera, Madonna e Missy Elliott – "Like a Virgin" e "Hollywood" (2003) - Eminem – "The Real Slim Shady" and "The Way I Am" (2000) - Lady Gaga – "Paparazzi" (2009) - Madonna – "Like a Virgin" (1984) - Taylor Swift – "You Belong with Me" (2009) | Melhor Vídeo Viral - Megan Thee Stallion (com part. de Yuki Chiba) – "Mamushi" - Beyoncé – "Texas Hold 'Em" - Camila Cabello (com part. de Playboi Carti) – "I Luv It" - Chappell Roan – "Hot to Go!" - Charli xcx – "Apple" - Tinashe – "Nasty" |
| Melhores Efeitos Visuais - Eminem – "Houdini" (Efeitos visuais: Synapse Virtual Production, Louise Lee, Rich Lee, Metaphysic e Flawless Post) - Ariana Grande – "The Boy Is Mine" (Efeitos visuais: Digital Axis) - Justin Timberlake – "Selfish" (Efeitos visuais: Max Colt e FRENDER) - Megan Thee Stallion – "Boa" (Efeitos visuais: Mathematic) - Olivia Rodrigo – "Get Him Back!" (Efeitos visuais: Uppercut, John Geehreng, Steve Cokonis, Mitch Gardiner, Chelsea Pistono, John Ashby, Alice Cen, Ernie Armitage, Georgina Poushkine, Cooper Vacheron, Preston Mohr, Karen Arakelian e Justin Johnson) - Taylor Swift (com part. de Post Malone) – "Fortnight" (Efeitos visuais: Parliament) | Melhor Edição - Taylor Swift (com part. de Post Malone) – "Fortnight" (Edição: Chancler Haynes) - Anitta – "Mil Veces" (Edição: Nick Yumul) - Ariana Grande – "We Can't Be Friends (Wait for Your Love)" – (Edição: Luis Caraza Peimbert) - Eminem – "Houdini" (Edição: David Checel) - Lisa – "Rockstar" (Edição: Nik Kohler) - Sabrina Carpenter – "Espresso" (Edição: Jai Shukla) |
| Melhor Direção - Taylor Swift (com part. de Post Malone) – "Fortnight" (Direção: Taylor Swift) - Ariana Grande – "We Can't Be Friends (Wait for Your Love)" (Direção: Christian Breslauer) - Bleachers – "Tiny Moves" (Direção: Alex Lockett e Margaret Qualley) - Eminem – "Houdini" (Direção: Rich Lee) - Megan Thee Stallion – "Boa" (Direção: Daniel Iglesias Jr.) - Sabrina Carpenter – "Please Please Please" (Direção: Bardia Zeinali) | Melhor Direção de Arte - Megan Thee Stallion – "Boa" (Direção de arte: Brittany Porter) - Charli xcx – "360" (Direção de arte: Grace Surnow) - Lisa – "Rockstar" (Direção de arte: Pongsan Thawatwichian) - Olivia Rodrigo – "Bad Idea Right?" (Direção de arte: Nicholas des Jardins) - Sabrina Carpenter – "Please Please Please" (Direção de arte: Nicholas des Jardins) - Taylor Swift (com part. de Post Malone) – "Fortnight" (Direção de arte: Ethan Tobman) |
| Melhor Coreografia - Dua Lipa – "Houdini" (Coreografia: Charm La'Donna) - Bleachers – "Tiny Moves" (Coreografia: Margaret Qualley) - Lisa – "Rockstar" (Coreografia: Sean Bankhead) - Rauw Alejandro – "Touching the Sky" (Coreografia: Felix 'Fefe' Burgos) - Tate McRae – "Greedy" (Coreografia: Sean Bankhead) - Troye Sivan – "Rush" (Coreografia: Sérgio Reis) | Melhor Cinematografia - Ariana Grande – "We Can't Be Friends (Wait for Your Love)" – (Direção de fotografia: Anatol Trofimov) - Charli xcx – "Von Dutch" (Direção de fotografia: Jeff Bierman) - Dua Lipa – "Illusion" (Direção de fotografia: Nikita Kuzmenko) - Olivia Rodrigo – "Obsessed" (Direção de fotografia: Marz Miller) - Rauw Alejandro – "Touching the Sky" (Direção de fotografia: Camilo Monsalve) - Taylor Swift (com part. de Post Malone) – "Fortnight" (Direção de fotografia: Rodrigo Prieto) |
| Michael Jackson Video Vanguard Award Katy Perry | |